# Třída Independence
Třída Independence byla třída lehkých letadlových lodí Námořnictva Spojených států. V roce 1943 bylo do služby zařazeno devět jednotek této třídy.

## Vznik a konstrukce
V srpnu 1941, když už bylo jasné, že akutně hrozí zatažení USA do druhé světové války, počítaly plány amerického námořnictva s výrazným posílením stavu letadlových lodí nejdříve v roce 1944. Řešením problému, jak rychle posílit kapacitu amerických letadlových lodí, se ukázala být přestavba části z v té době rozestavěných amerických křižníků. Studie zkoumající možnosti lehkých letadlových lodí o malém výtlaku poukazovaly na jejich četné nedostatky, ovšem japonský útok na Pearl Harbor a ztráty letadlových lodí na počátku války, znamenaly urgentní potřebu letadlových lodí jakéhokoliv typu. Americké námořnictvo reagovalo na krizi z počátku války v Pacifiku výrazným zrychlením stavby letadlových lodí třídy Essex a také objednávkou z ledna 1942, na přestavbu části rozpracovaných trupů lehkých křižníků třídy Cleveland na lehké letadlové lodě.
Základem konstrukce lodí byl trup lehkých křižníků třídy Cleveland, který byl pro zachování stability lodí s vysoko položenou letovou palubou o 1,5 m rozšířen. Nad ním byl jednopatrový hangár pro uskladnění letounů, které na poměrně krátkou a úzkou letovou palubu vyvážely dva výtahy. Malý velitelský ostrov byl na pravé straně stejně jako čtyři komíny, sklopené dolů pod úroveň letové paluby. Pancéřová ochrana lodí byla velice slabá.
Výzbroj zahrnovala 26 kusů protiletadlových kanónů ráže 40 mm a 30 bojových letounů (teoreticky jich mohlo být až 45). Na počátku lodě nesly po devíti kusech stíhacích letounů, střemhlavých a torpédových bombardérů, ale brzy byly upřednostněny stíhačky a střemhlavé bombardéry zmizely docela. V říjnu 1944 lodě nesly obvykle 25 stíhacích letounů Grumman F6F Hellcat a 9 torpédových bombardérů Grumman TBF Avenger.

## Bojové nasazení
Po dopracování a odsouhlasení plánů přestavby bylo objednáno celkem devět lehkých letadlových lodí tohoto typu (1 v lednu, 2 v únoru, 3 v březnu a poslední 3 v červnu 1942). Všechny lodě třídy Independence byly dokončeny mezi lednem a prosincem roku 1943. Souběžně s nimi vstupovalo do služby prvních osm velkých letadlových lodí třídy Essex a všechna tato plavidla byla klíčovým prvkem úspěšné americké ofenzívy, která skončila v srpnu 1945 japonskou kapitulací.
Osm z devíti postavených lodí se zúčastnilo bitvy ve Filipínském moři, která znamenala definitivní konec síly letadlových lodí Japonského císařského námořnictva. V této bitvě představovaly letouny lehkých letadlových lodí 40 % amerických stíhacích letounů a 36 % torpédových bombardérů.
Za války byla ztracena pouze USS Princeton, která byla těžce poškozena japonským náletem v bitvě u Leyte a musel ji nakonec torpédem potopit americký křižník USS Reno.
Třída Independence představovala svým způsobem spotřební zboží, jelikož při jejich stavbě bylo nejdůležitější tempo stavby lodí a jejich rychlost, která musela být dostatečná pro operace amerických rychlých úderných svazů (Task Force). Menší rozměry lodí a jejich nautické vlastnosti znamenaly vyšší nehodovost při provozu letounů z jejich palub.

## Poválečná služba
Po skončení války byla většina z lodí vyřazena ze stavu amerického námořnictva. Independence byla v červenci 1946 použita pro atomové zkoušky u atolu Bikini a ostatní byly do roku 1947 staženy ze služby. V letech 1948–1953 byly dvě reaktivovány jako cvičné a jednu používala v korejské válce americká námořní pěchota. Belleau Wood (jako Bois Belleau) a Langley (jako La Fayette) provozovalo v 50. letech francouzské námořnictvo. Bataan a Cabot byly v 50. letech modernizovány pro účely protiponorkového boje (výrazná byla výměna původních čtyř komínů za dva větší). V letech 1954–1956 byly všechny tři americké lodě vyřazeny z bojových jednotek a později překlasifikovány na transportéry letadel.
Nejdéle ze všech lodí sloužil Cabot, který v roce 1967 obdrželo Španělsko a do roku 1989 jej používalo jako Dédalo. Španělské námořnictvo loď modernizovalo a provozovalo z její paluby kolmostartující letouny Hawker Siddeley Harrier. Dédalo bylo první letadlovou lodí, na jejíž přídi byl skokanský můstek, usnadňující starty letadel STOL. Po vyřazení Dédala ze služby se nějakou dobu uvažovalo o jeho zachování ve funkci plovoucího muzea, ale nakonec byla loď sešrotována. Z třídy Independence se tak dodnes nedochovalo žádné plavidlo.

## Seznam jednotek
- USS Independence (CVL-22) (ve službě 1943–1946)
- USS Princeton (CVL-23) (ve službě 1943–1944, potopena v boji)
- USS Belleau Wood (CVL-24) (ve službě 1943–1947, v letech 1953–1960 jako Bois Belleau (R97) u francouzského námořnictva)
- USS Cowpens (CVL-25) (ve službě 1943–1947)
- USS Monterey (CVL-26) (ve službě 1943–1956)
- USS Langley (CVL-27) (ve službě 1943–1947, v letech 1951–1963 jako La Fayette (R96) u francouzského námořnictva)
- USS Cabot (CVL-28) (ve službě 1943–1955, v letech 1967–1989 jako Dédalo (R-01) u španělského námořnictva)
- USS Bataan (CVL-29) (ve službě 1943–1954)
- USS San Jacinto (CVL-30) (ve službě 1943–1947)